# Добрень (комуна)
Добрень, Добрені (рум. Dobreni) — комуна у повіті Нямц в Румунії. До складу комуни входять такі села (дані про населення за 2002 рік):
- Добрень (1297 осіб)
- Кешерія (253 особи)
- Серата (189 осіб)

Комуна розташована на відстані 286 км на північ від Бухареста, 8 км на північний схід від П'ятра-Нямца, 90 км на захід від Ясс.

## Населення
За даними перепису населення 2002 року у комуні проживали 3674 особи. Усі жителі комуни рідною мовою назвали румунську.
Національний склад населення комуни:
| Національність | Кількість осіб | Відсоток |
| -------------- | -------------- | -------- |
| румуни         | 3655           | 99,5%    |
| цигани         | 18             | 0,5%     |
| німці          | 1              | < 0,1%   |

Склад населення комуни за віросповіданням:
| Релігія        | Кількість осіб | Відсоток |
| -------------- | -------------- | -------- |
| православні    | 3649           | 99,3%    |
| баптисти       | 7              | 0,2%     |
| адвентисти     | 5              | 0,1%     |
| греко-католики | 4              | 0,1%     |
| старообрядці   | 4              | 0,1%     |
| п'ятдесятники  | 3              | 0,1%     |
| римо-католики  | 2              | 0,1%     |